# Dehydroalanin
Dehydroalanin je aminokyselina odvozená od alaninu přeměnou methylové skupiny na methylenovou. Nachází se jako pozůstatek v mikrobiálních peptidech.

## Struktura a reaktivita
Kvůli aminové skupině navázané na uhlík s dvojnou vazbou je dehydroalanin nestabilní a má sklon k tautomerizaci za vzniku kyseliny 2-iminopropanové.
Nenasycený postranní řetězec způsobuje, že dehydroalanin vytváří jen jeden izomer. Navzdory svému názvu nevzniká z alaninu, tvoří se při posttranskripčních modifikacích ze serinu a cysteinu. U těchto aminokyselin dochází k enzymatickému odštěpení vody respektive sulfanu.

## Výskyt
Dehydroalanin (DHA) byl poprvé nalezen v antimikrobiálním cyklopeptidu nisinu.
Tato aminokyselina se rovněž nachází v bílkovinách obsažených v potravinách, např. v kaseinu, které byly zahřívány za přítomnosti zásady jako například hydroxidu sodného. Zásady mohou dehydratovat serin za vzniku DHA.
V potravinách DHA často reaguje s lysinem za vzniku reaktivního lysinoalaninu, neobvyklé aminokyseliny, která byla objevena v domácích a komerčních jídlech a surovinách, a přespokládá se o ní, že u krys způsobuje selhání ledvin. I když se předpokládalo, že se vyskytuje v bílkovinách pouze po reakci se zásadou (například při zpracování sóji), podařilo se ji najít i v potravinových bílkovinách, které takovouto reakcí neprošly. Lysinoalanin se může tvořit v mnoha bílkovinách při zahřátí v nezásaditém prostředí.
Mnoho peptidů obsahujících dehydroalanin je toxických nebo má antibiotické vlastnosti. DHA je mimo jiné složkou mikrocystinů.